# Альмухаметов, Ильмар Разинович
Ильмар Разинович Альмухаметов (родился 9 июня 1971, Ишимбай) — башкирский театральный режиссёр и постановщик, телеведущий, драматург, преподаватель высшей школы. Генеральный директор Башкирского государственного театра оперы и балета (представление произошло 29 декабря 2015). Организатор и режиссёр международных театральных фестивалей «Туганлык» и «Колонсак», окружного фестиваля «Театральное Поволжье» — «Ниточка». Режиссёр-постановщик церемоний открытия и закрытия VI зимних Международных детских игр 2013 года. С января 2011 года — директор башкирского театра кукол. Преподаватель и и. о. ректора (с 2023 года) Уфимского государственного института искусств имени Загира Исмагилова
Заслуженный деятель искусств Республики Башкортостан.
Спектакль «Урал-батыр» (режиссёр — Ильмар Альмухаметов, композитор Андрей Березовский, по пьесе Владимира Аношкина) по мотивам башкирского национального эпоса в 2014 году Башкирский государственный театр кукол выдвинул на соискание Государственной премию имени Салавата Юлаева.
В 2021 году был награждён орденом Салавата Юлаева.

## На телевидении
Начал работу в молодёжной редакции ГТРК «Башкортостан» как автор, ведущий программы «Форс-мажор». Сейчас на БСТ ведущий мусульманской программы «аль-Фатиха».

## Театр
Режиссёр, драматург, автор ряда пьес для кукольного театра.
Ильмар Альмухаметов: "Мне было пять лет, я жил в Ишимбае. Впервые увидел уличный театр. Там были Баба-яга, какой-то клоун… Актёры хотели со мной заговорить, но я испугался, убежал, однако продолжал следить за ними из укрытия. Именно тогда мне открылся театр, с его перевоплощениями, преображением действительности. В школьные годы играл в спектаклях драмкружка, даже грамоты получал. Тот кружок вели педагоги по литературе, в нём было интересно заниматься. И когда отец ругал, что я пошел «в артисты», бабушка его все время останавливала, говорила: «Не трогай ребёнка, он такой, у него „пуля в башке“. И я очень благодарен тому, что эта „пуля“ не просто есть у меня, но и засела глубоко».

## Образование
1977—1985 — Школа № 3, г. Ишимбай,
1987 — 1990 — Салаватское медицинское училище. По словам Ильмара: « Родственники хотели, чтобы их отпрыск стал врачом (по первому образованию я фельдшер-акушер). Сейчас понимаю: хороший бы из меня получился врач, наверное… Но театр и сказки — то, что пересилило.»
1990—1994 — актёрский факультет Уфимского института искусств (сейчас — Уфимская государственная академия искусств им. Загира Исмагилова), учился у Павла Романовича Мельниченко,
2000 — 2002 — Академия переподготовки работников искусства, культуры и туризма; бывш. ВИПКРК

## Тривия
Дважды совершил хадж.
В одном из интервью признался, что любимая сказка — «Русалочка» Андерсена, поскольку она «с очень грустным финалом: в конце истории героиня погибает, превращается в морскую пену. Когда я впервые увидел море, то подумал — сколько Русалочек погибло!».